# Riedkapelle (Unteropfingen)

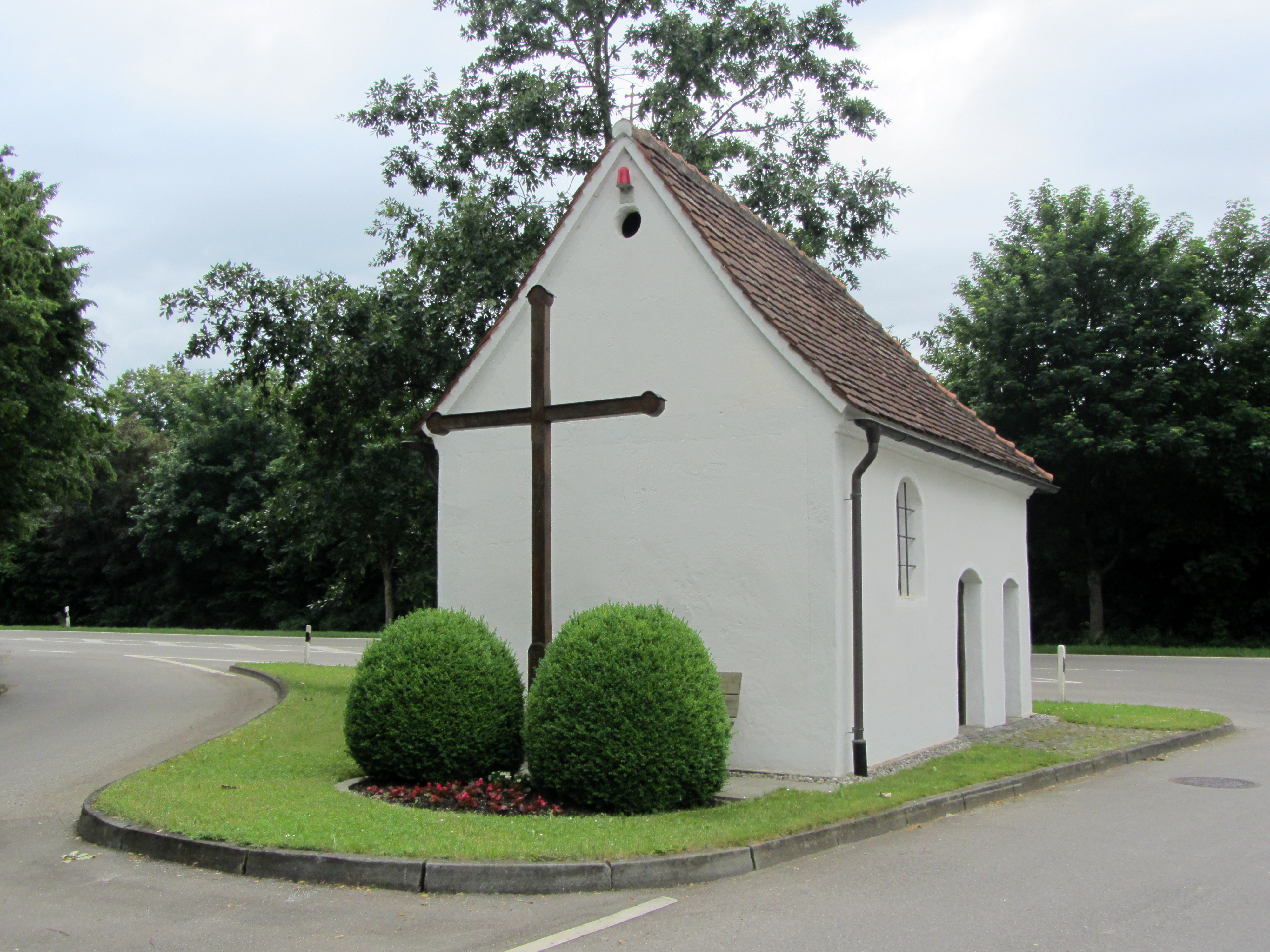
Riedkapelle Unteropfingen (2012)

Die Riedkapelle auch „Riedkapelle zum hl. Otmar“ genannt, ist eine Kapelle in Unteropfingen, einem Teilort von Kirchdorf an der Iller im Landkreis Biberach in Oberschwaben.

## Beschreibung
Die im 18. Jahrhundert errichtete Kapelle befindet sich an der Kanalstraße, auf einem von Bordsteinen eingefassten, grob dreieckigen Rasenspitzstück, an der Einmündung in die von Unteropfingen nach Oberopfingen führenden Kreisstraße 7578. An ihrer Stelle befand sich einst eine ältere Kapelle. Der Name Riedkapelle rührt von dem vor dem Bau des Illerkanals hier befindlichen Rieds. Der Kanalbau 1910 hatte eine Absenkung des Grundwasserspiegels um ca. 10 Meter und einen Rückgang der typischen Riedvegetation zur Folge. Am westlichen Ende des Rasenspitzstückes steht eine den Bau um über das Doppelte überragende Esche, im Osten ein ca. 3,50 Meter hohes von zwei Buchsbäumen flankiertes Holzkreuz. An der östlichen Wand ist eine Ruhebank aufgestellt. Im 19. Jahrhundert wurde die Kapelle um ein Joch, mit einem sich daraus sich ergebendem nebenliegenden zweiten Eingang auf der Nordseite, erweitert. In dem Erweiterungsbau, der separat über eine Türöffnung ohne Tür betreten werden kann, befindet sich eine Lourdesgrotte.
Der geostete, biberschwanzgedeckte, rechteckige Sakralbau hat ein Satteldach mit einer Abwalmung, nach dem im 19. Jahrhundert zusätzlich angebrachten Joch, gegen Westen. Licht fällt in den ursprünglichen Bau der Kapelle über zwei von außen vergitterte ovale Fenster an der Süd- und Nordseite. Über ein vergittertes Fenster ist die Lourdesgrotte mit dem eigentlichen Kirchenraum verbunden. Die Bodenfliesen wurden in diagonalem Muster in den Farben schwarz, ziegelrot und hellbeige verlegt. Das weitere Mobiliar bilden je drei durch einen Gang getrennte Kniebänke. Auf den Sockeln in der Mitte des Raumes links und rechts finden sich Holzskulpturen von Christus und Otmar, dem ersten Abt des Klosters St. Gallen. An der Decke befindet sich ein Fresko. Der barocke Altar hat ein in Öl gemaltes Altarblatt mit dem Thema „Mutter Gottes und Kind“. In der oberen Altarnische befindet sich eine Skulptur, die den hl. Sebastian darstellt. Nach dem Zweiten Weltkrieg wurden in dem Anbau drei Tafeln mit Listen der Gefallenen und Vermissten des Ersten und Zweiten Weltkrieges angebracht. Die Kapelle ist mit einer Alarmanlage gesichert.